# Bart Moeyaert
Bart Boudewijn Peter Moeyaert (Bruges, 9 giugno 1964) è uno scrittore belga specializzato in letteratura per ragazzi.

## Biografia
Nato nel 1964 a Bruges, vive e lavora ad Anversa.
A partire dal suo esordio, a soli 19 anni, nel 1983 con Duet met valse noten, ha pubblicato numerose opere per un pubblico adulto e per ragazzi ricevendo numerosi riconoscimenti e i suoi libri sono stati tradotti in più di 20 lingue.
Autore anche di testi poetici e di sceneggiature per la televisione, nel 2019 ha ricevuto l'Astrid Lindgren Memorial Award alla carriera.

## Opere tradotte in italiano

### Romanzi
- È l'amore che non comprendiamo (Het is de liefde die we niet begrijpen), Milano, Salani, 2001 traduzione di Giancarlo Errico ISBN 88-8451-032-5.

### Letteratura per ragazzi
- A mani nude (Blote handen, 1996), Milano, Bompiani, 1997 traduzione di Laura Pignatti ISBN 88-452-3077-5.
- Baciami (Kus me, 1991), Milano, Bompiani, 1998 traduzione di Laura Pignatti ISBN 88-452-3680-3.
- Bocciato (Terug naar af, 1986), Milano, Fabbri, 2006 traduzione di Laura Pignatti ISBN 88-451-8111-1.
- La creazione con Wolf Erlbruch (De schepping, 2003), Roma, edizioni E/O, 2005 traduzione di Karim Wessell ISBN 978-8876417078.
- Coraggio per tre (Durf voor drie, 2008), Milano, Rizzoli, 2009 traduzione di Dafna Fiano ISBN 978-88-17-03082-3.
- Fratelli (Broere, 2006), Milano, Rizzoli, 2011 traduzione di Laura Pignatti ISBN 978-88-17-04802-6.
- Il club della via lattea (De Melkweg, 2011), Roma, Sinnos, 2016 traduzione di Laura Pignatti ISBN 978-88-7609-338-8.
- Mangia la foglia! (Mansoor, 1996), Roma, Sinnos, 2016 traduzione di Alice Piaggio ISBN 978-88-7609-383-8.

## Premi e riconoscimenti
- Boekenleeuw: 1992, 1996, 2000, 2004, 2012, 2013
- Deutscher Jugendliteraturpreis: 1998 per Bloße Hände
- Nienke van Hichtum-prijs: 2005 per Dani Bennoni
- Astrid Lindgren Memorial Award: 2019 alla carriera